# Оренкль
Оре́нкль (фр. Orincles, окс. Aurinclas) — коммуна во Франции, находится в регионе Юг — Пиренеи. Департамент — Верхние Пиренеи. Входит в состав кантона Осён. Округ коммуны — Тарб.
Код INSEE коммуны — 65339.

## География

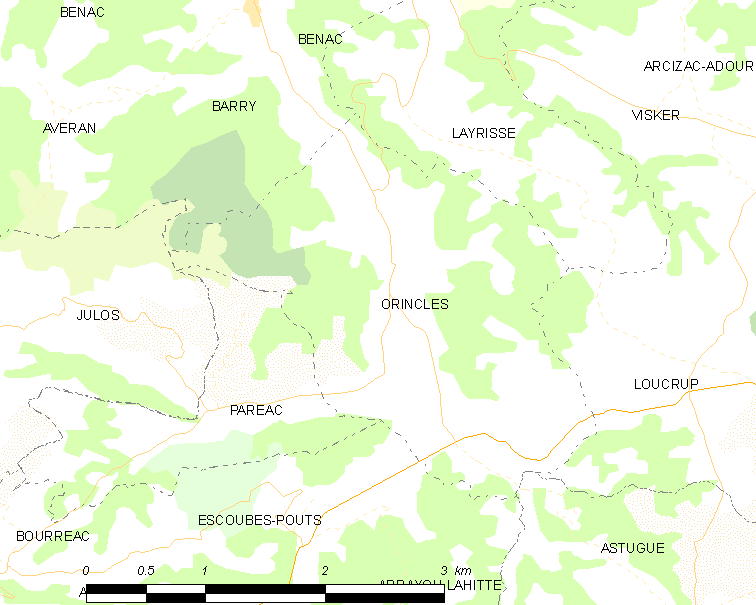
Карта коммуны

Коммуна расположена приблизительно в 670 км к югу от Парижа, в 125 км юго-западнее Тулузы, в 12 км к югу от Тарба.
По территории коммуны протекает река Эшес.

## Климат
Климат умеренно-океанический с солнечной тёплой погодой и обильными осадками на протяжении практически всего года.

## Население
Население коммуны на 2010 год составляло 321 человек.
| 1962 | 1968 | 1975 | 1982 | 1990 | 1999 | 2010 |
| ---- | ---- | ---- | ---- | ---- | ---- | ---- |
| 280  | 282  | 251  | 252  | 236  | 261  | 321  |

## Администрация
| Период | Период | Фамилия    | Партия | Примечания |
| ------ | ------ | ---------- | ------ | ---------- |
| 2001   | 2020   | Серж Дюкло |        |            |

## Экономика
В 2010 году среди 201 человека трудоспособного возраста (15-64 лет) 163 были экономически активными, 38 — неактивными (показатель активности — 81,1 %, в 1999 году было 72,6 %). Из 163 активных жителей работали 156 человек (83 мужчины и 73 женщины), безработных было 7 (4 мужчины и 3 женщины). Среди 38 неактивных 12 человек были учениками или студентами, 20 — пенсионерами, 6 были неактивными по другим причинам.

## Фотогалерея

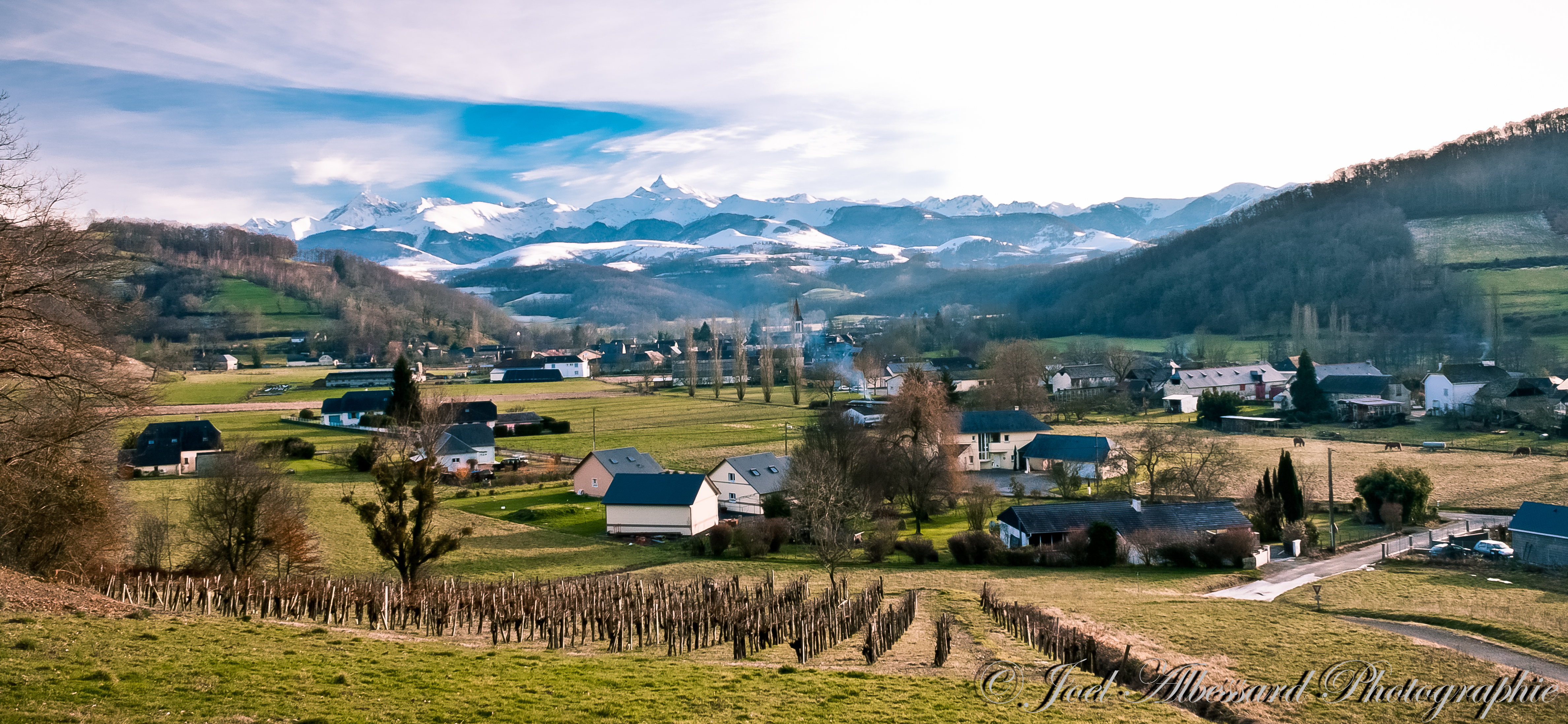
Оренкль
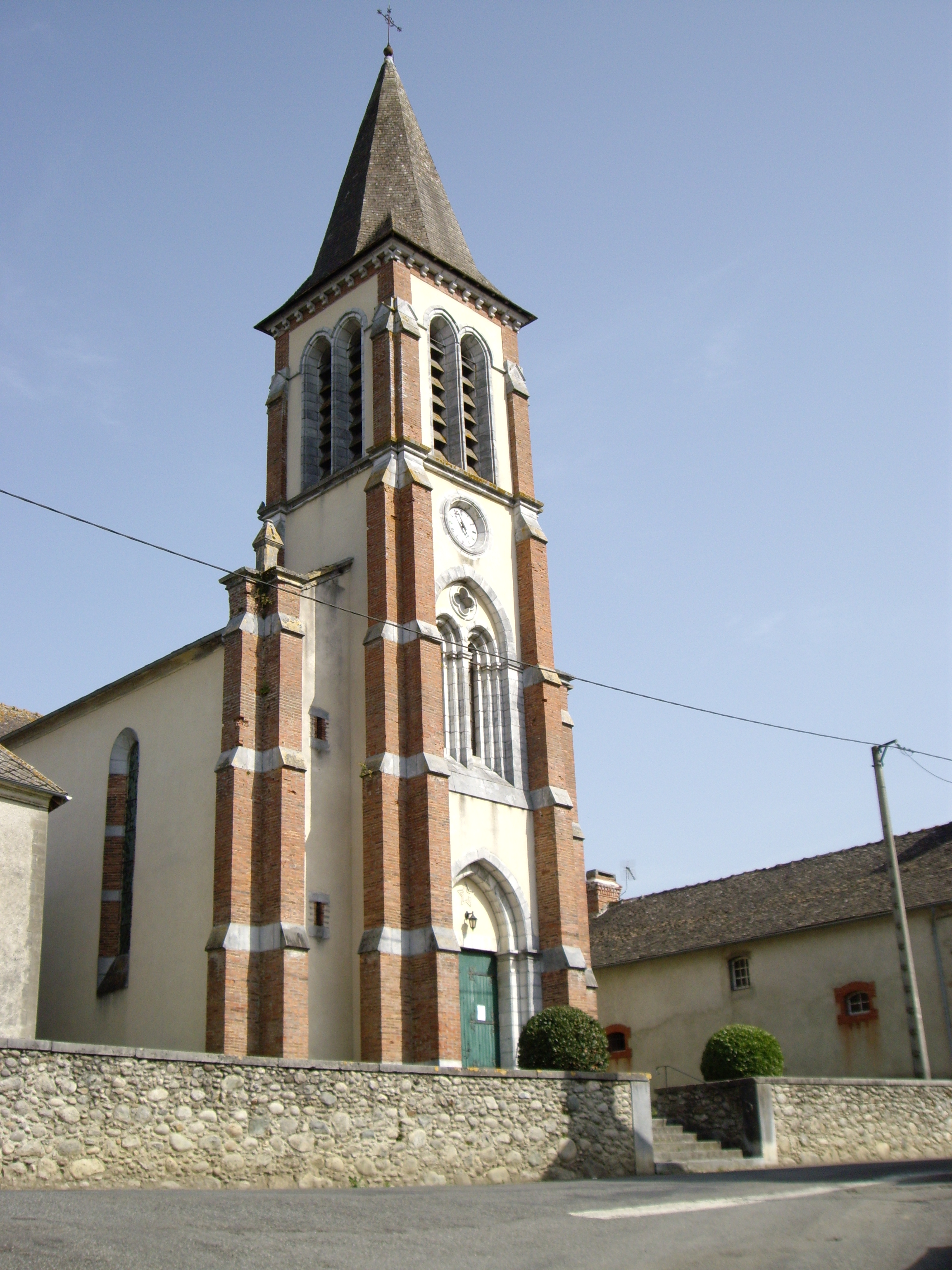
Церковь Св. Винсента
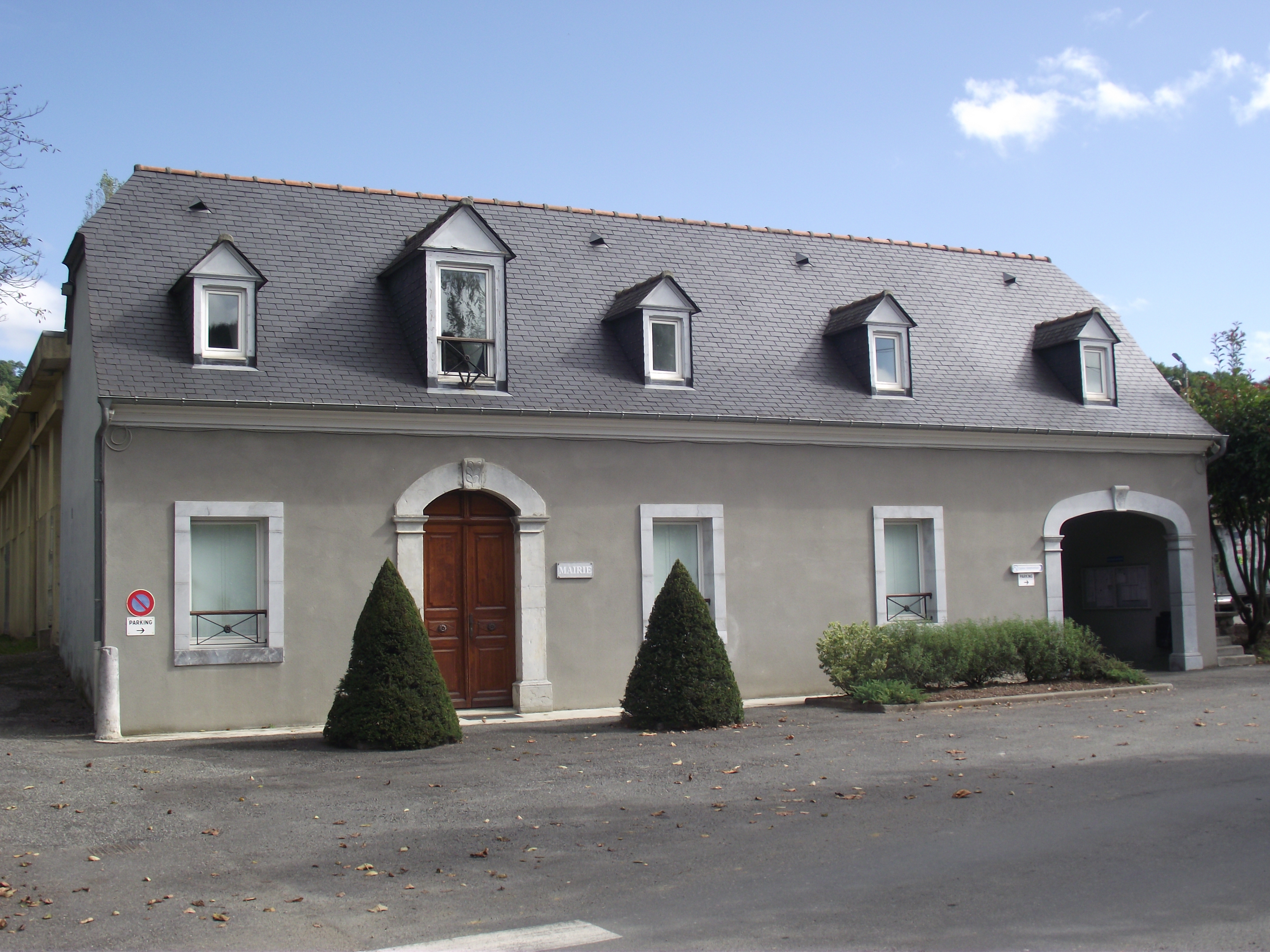
Мэрия
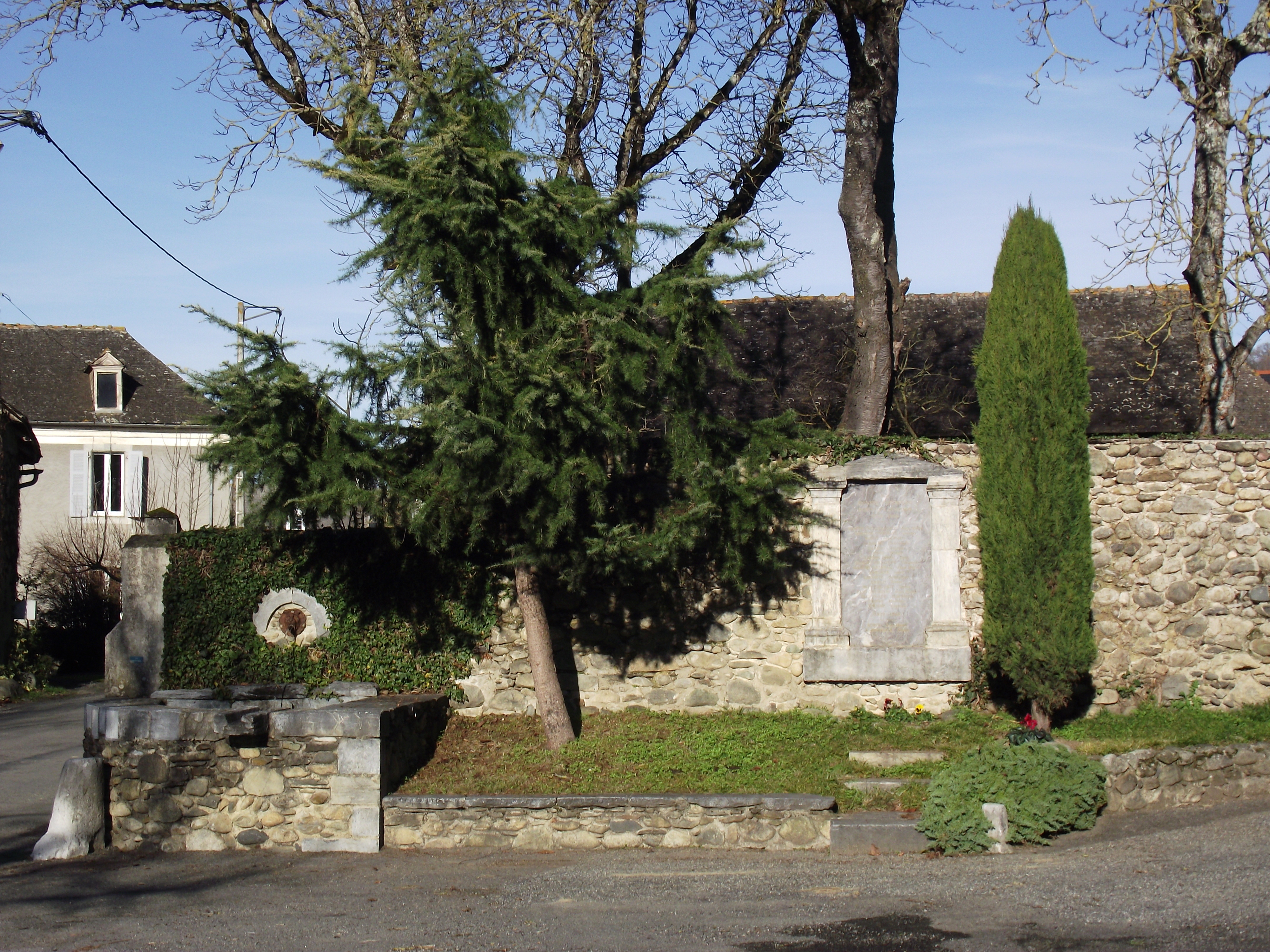
Военный мемориал
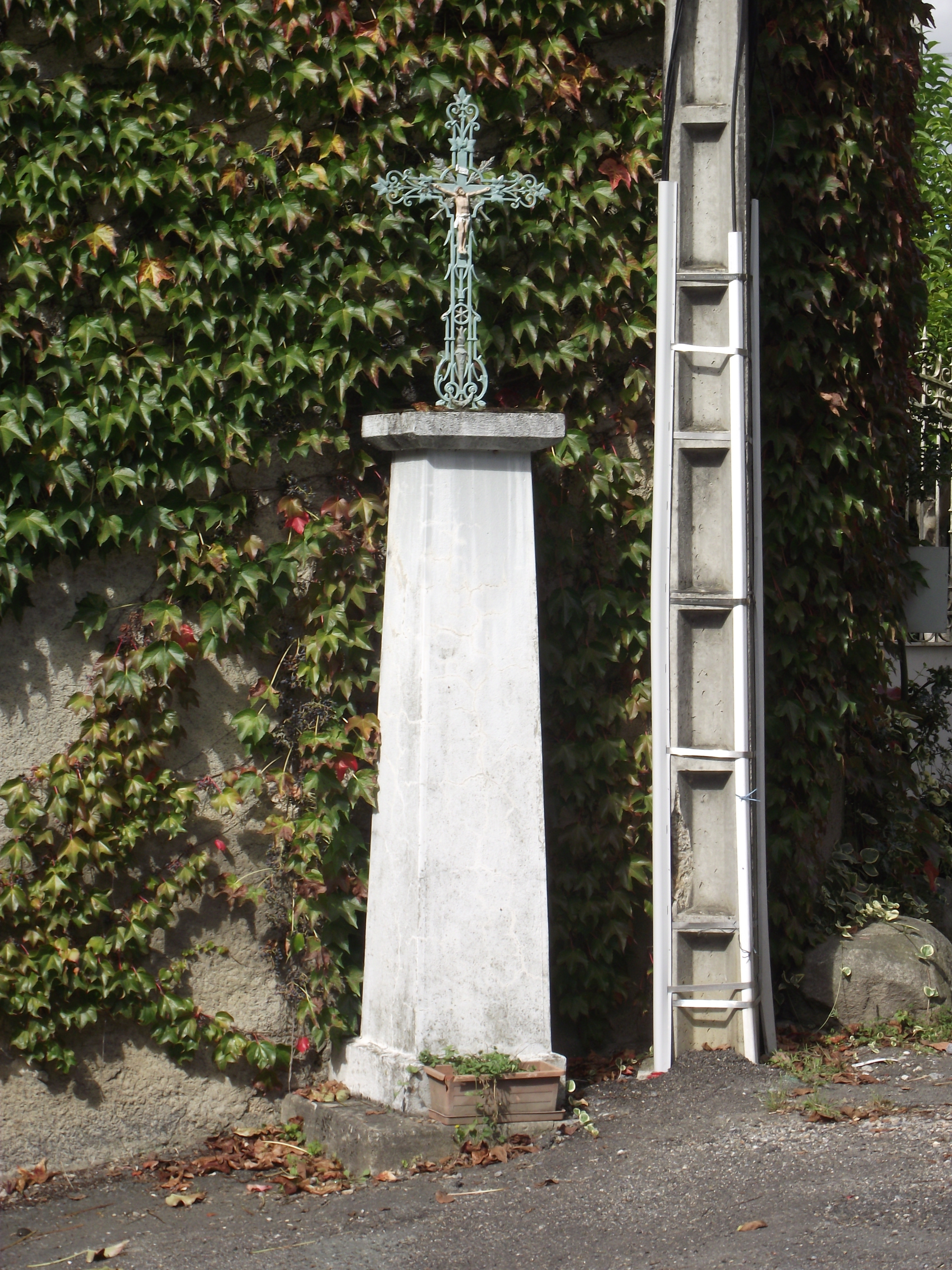
Крест
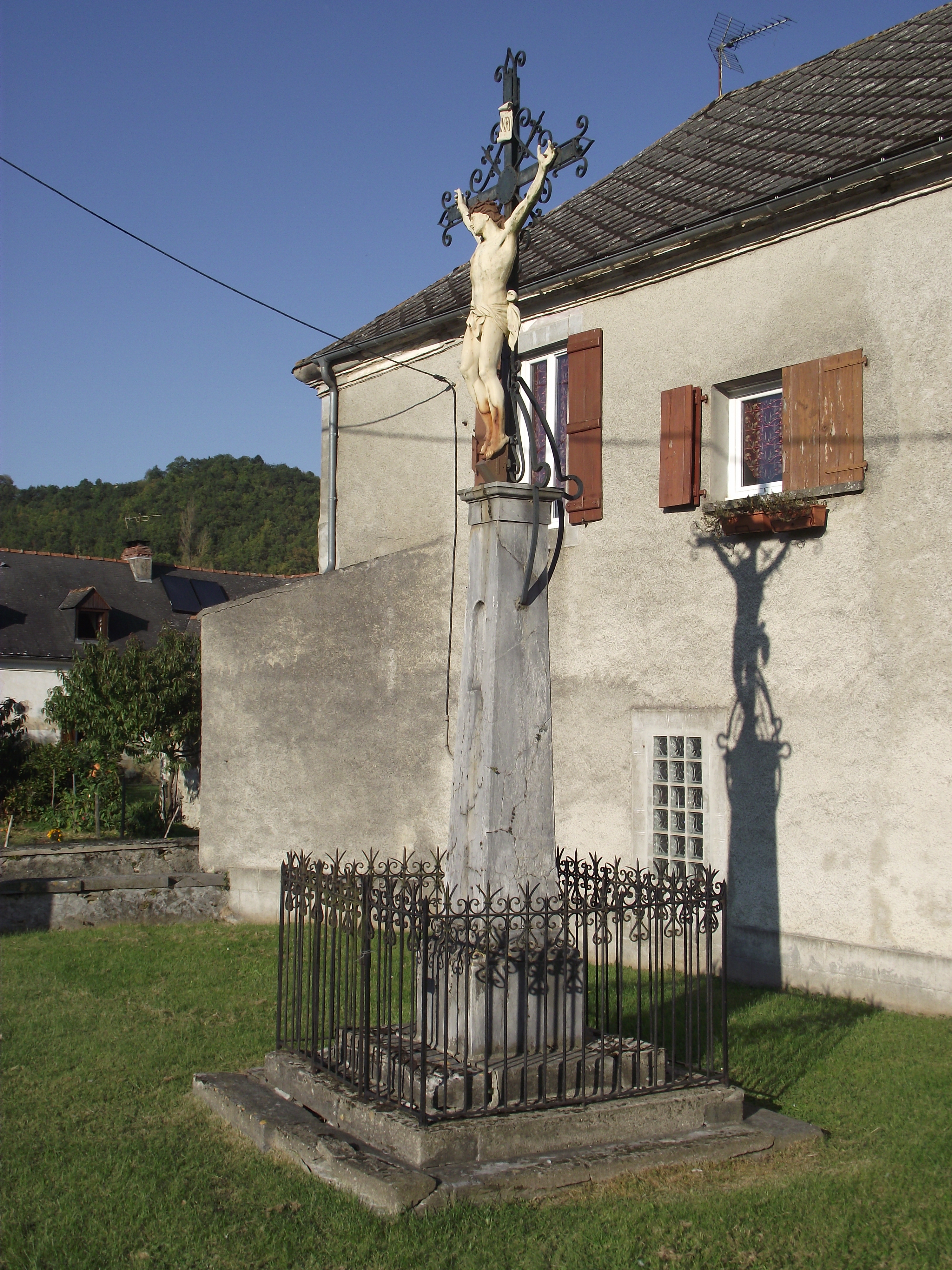
Крест
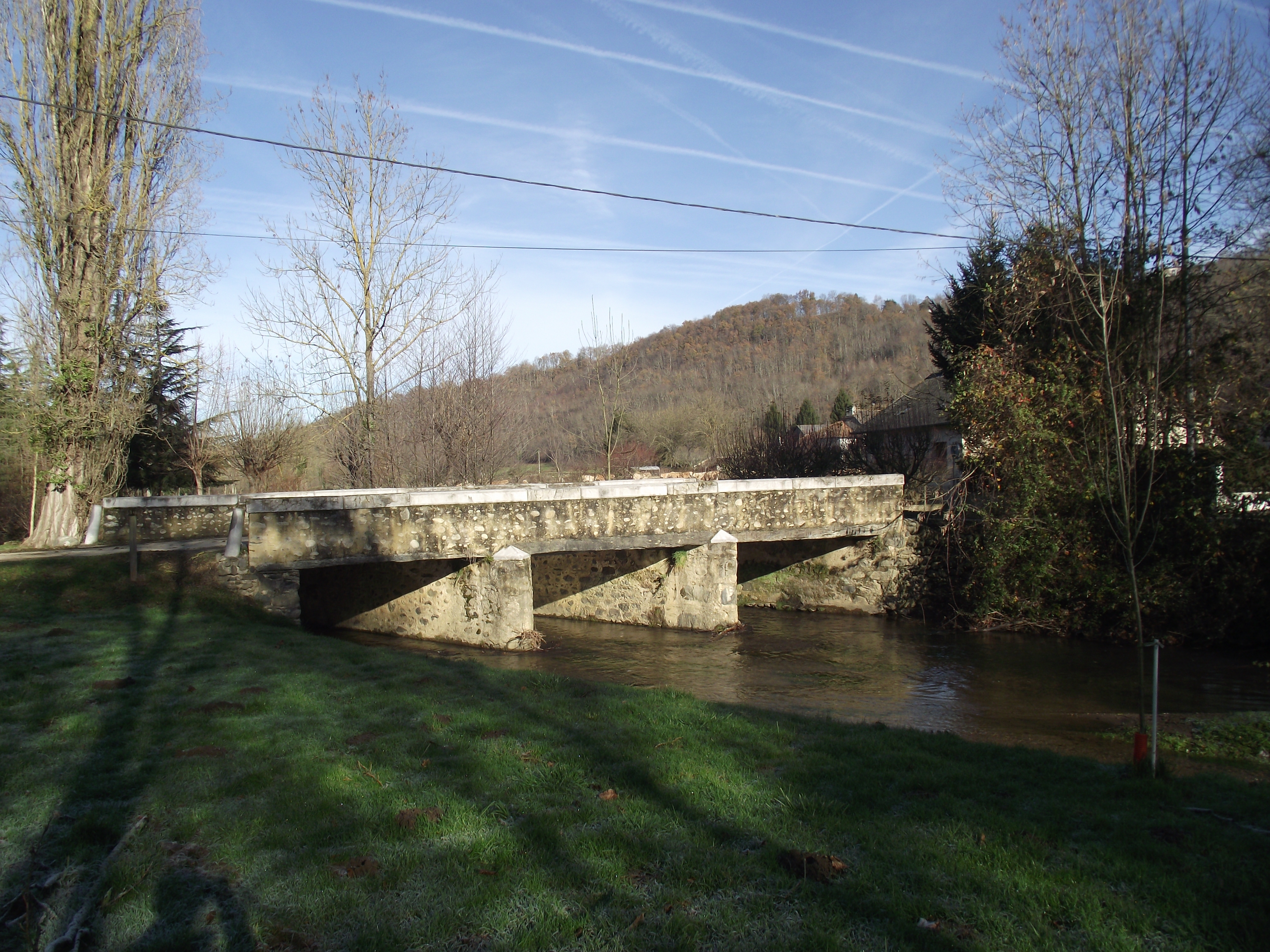
Мост Св. Винсента